# Travis Mays
Travis Cortez Mays (Ocala, 19 giugno 1968) è un ex cestista e allenatore di pallacanestro statunitense con cittadinanza italiana.
Professionista nella NBA e in Europa. Dal 1999 dispone anche del passaporto italiano, ottenuto per matrimonio.

## Carriera
È stato selezionato dai Sacramento Kings al primo giro del Draft NBA 1990 (14ª scelta assoluta).

## Statistiche

### College
| Anno      | Squadra         | PG  | PT | MP   | TC%  | 3P%  | TL%  | RP  | AP  | PRP | SP  | PP   |
| --------- | --------------- | --- | -- | ---- | ---- | ---- | ---- | --- | --- | --- | --- | ---- |
| 1986-1987 | Texas Longhorns | 30  | 26 | 29,7 | 42,3 | 23,1 | 59,5 | 3,7 | 2,1 | 1,0 | 0,1 | 8,6  |
| 1987-1988 | Texas Longhorns | 28  | -  | 37,7 | 45,9 | 38,8 | 77,1 | 5,5 | 3,1 | 1,4 | 0,1 | 18,1 |
| 1988-1989 | Texas Longhorns | 34  | -  | 35,6 | 44,9 | 37,0 | 71,0 | 4,7 | 1,7 | 0,9 | 0,1 | 21,9 |
| 1989-1990 | Texas Longhorns | 32  | -  | 37,1 | 43,3 | 37,7 | 81,1 | 5,1 | 2,3 | 1,8 | 0,5 | 24,1 |
| Carriera  | Carriera        | 124 | 26 | 35,0 | 44,2 | 37,0 | 74,6 | 4,8 | 2,3 | 1,3 | 0,2 | 18,4 |

### NBA

#### Regular Season
| Anno      | Squadra          | PG  | PT | MP   | TC%  | 3P%  | TL%  | RP  | AP  | PRP | SP  | PP   |
| --------- | ---------------- | --- | -- | ---- | ---- | ---- | ---- | --- | --- | --- | --- | ---- |
| 1990-1991 | Sacramento Kings | 64  | 55 | 33,5 | 40,6 | 36,5 | 77,0 | 2,8 | 4,0 | 1,3 | 0,2 | 14,3 |
| 1991-1992 | Atlanta Hawks    | 2   | 0  | 16,0 | 42,9 | 50,0 | 100  | 1,0 | 0,5 | 0,0 | 0,0 | 8,5  |
| 1992-1993 | Atlanta Hawks    | 49  | 9  | 16,1 | 41,7 | 34,5 | 65,9 | 1,1 | 1,5 | 0,4 | 0,1 | 7,0  |
| Carriera  | Carriera         | 115 | 64 | 25,8 | 41,0 | 36,2 | 74,9 | 2,0 | 2,8 | 0,9 | 0,1 | 11,1 |

#### Playoffs
| Anno     | Squadra       | PG | PT | MP   | TC%  | 3P% | TL% | RP  | AP  | PRP | SP  | PP  |
| -------- | ------------- | -- | -- | ---- | ---- | --- | --- | --- | --- | --- | --- | --- |
| 1993     | Atlanta Hawks | 1  | 0  | 20,0 | 50,0 | 0,0 | -   | 1,0 | 0,0 | 0,0 | 0,0 | 4,0 |
| Carriera | Carriera      | 1  | 0  | 20,0 | 50,0 | 0,0 | -   | 1,0 | 0,0 | 0,0 | 0,0 | 4,0 |

## Palmarès
- NBA All-Rookie Second Team (1991)